# Iuduška Golovlёv
Iuduška Golovlёv (Иудушка Головлёв) è un film del 1933 diretto da Aleksandr Viktorovič Ivanovskij, e tratto dal celebre romanzo di Saltykov-Ščedrin I signori Golovlëv.